# ديفيد كامبل (سياسي أسترالي)
ديفيد كامبل (بالإنجليزية: David Campbell)‏ هو سياسي أسترالي، ولد في 27 يوليو 1957 في أستراليا. حزبياً، نشط في حزب العمال الأسترالي. وقد انتخب عضو الجمعية التشريعية نيو ساوث ويلز عن دائرة Electoral district of Keira ‏ (27 مارس 1999 – 4 مارس 2011).